# Summerhill School
Summerhill é uma escola que se localiza em Leiston, no condado de Suffolk, na Inglaterra.
Fundada em 1921 pelo educador Alexander Sutherland, é uma das pioneiras dentro do movimento das chamadas "escolas democráticas".
Esta tornou-se ícone das pedagogias alternativas ao concretizar um sistema educativo em que o importante é a criança ter liberdade para escolher e decidir o que aprender e, com base nisso, desenvolver-se no próprio ritmo.
Hoje mais de 200 escolas espalhadas pelo mundo seguem os seus ensinamentos (50 só nos Estados Unidos) e estão a crescer todos os dias. 
Atualmente atende a crianças dos ensino fundamental e médio (secundário) e é dirigida pela filha do fundador, Zoe Neill Readhead.

## Uma escola para o aluno
De acordo com Neill, a educação deveria trabalhar basicamente com a dimensão emocional do aluno, para que a sensibilidade ultrapassasse sempre a racionalidade.
Summerhill destaca-se por defender que as crianças aprendem melhor se livres dos instrumentos de coerção e repressão utilizados pela grande maioria das escolas. Nela todas as aulas são opcionais, os alunos podem escolher as que desejam frequentar e as que não desejam. 
Neill fundou esta sua escola acreditando que "uma criança deve viver a sua própria vida — não uma vida que seus pais acreditem que ela deva viver, não uma vida decidida por um educador que supõe saber o que é melhor para a criança."
Inclusive acreditava que a convivência com os pais, com sua natural superproteção, impedia os filhos de desenvolver a segurança suficiente para reconhecer o mundo, seja de forma intelectual, emocional ou artística. Por isso, os alunos tinham de morar em Summerhill e recebiam a visita dos pais esporadicamente.
Ter sucesso era, em sua opinião, ser capaz de trabalhar com alegria e viver positivamente. Dizia igualmente que: "Preferiria que Summerhill produzisse um varredor de rua feliz a um primeiro-ministro neurótico".

## História
Em 1917 Neill conheceu o trabalho da "Little Commonwealth", uma escola-reformatório coordenada por Homer Lane, psicanalista estadunidense. O que mais lhe chamou a atenção nela foi que os próprios jovens internos, detidos por cometerem diversos tipos de delitos, geriam-lhe o espaço.
Outro psicanalista que teve forte influência sobre Summerhill foi Wilhelm Reich, amigo pessoal e também analista de Neill. Nota-se a presença de suas ideias em especial na defesa de uma educação coletiva em substituição à educação burguesa e socialmente estratificada.
Reich elaborou alguns escritos sobre educação, em que discute quais seriam as formas de educar adequadas e as não adequadas, tendo em vista a felicidade das pessoas. Para ele, uma educação que frustre demais está fadada ao fracasso. Frustrar demais significa criar uma pessoa encolhida, incapaz de satisfazer as suas próprias vontades; por outro lado, satisfazer demais significa criar uma pessoa incapaz de conviver socialmente.
A educação tradicional defende e estimula a repressão dos instintos e das vontades na infância e a psicanálise vai influenciar fortemente Neill ao acrescentar que essa repressão é responsável por muitas das neuroses que se manifestam na pessoa, tanto quando ela ainda é criança quanto ao longo da vida adulta.

## Principais ideias
Neill estabeleceu que a principal meta de uma escola deve ser auxiliar os seus alunos para que estes sejam capazes de encontrar a própria felicidade e é por isso que propôs um modelo muito diferente do das escolas tradicionais, que segundo ele só conseguem promover uma atmosfera de medo. Para uma pessoa ser feliz ela precisa ser livre para escolher os seus próprios caminhos. É por isso que em Summerhill renunciou a qualquer tipo de autoridade moral e hierarquia.
Em Summerhill, dentro dos conceitos de uma gestão democrática, nenhum adulto tem mais direitos que uma criança, todos têm direitos iguais. Todos devem ser livres, entendendo liberdade como uma construção coletiva e respeitar os iguais. A liberdade precisa que todos sejam livres para existir.
A pedagogia tradicional supõe que as crianças possuem uma tendência natural ao egoísmo, sendo necessário uma interferência autoritária por parte da família e da escola, para desenvolver o altruísmo. Summerhill parte do princípio de que as crianças realmente são egoístas, mas que, crescendo sem medos, desenvolvem o altruísmo naturalmente. Ao se tentar impor a elas um comportamento altruísta para fugir do pretenso egoísmo natural é que se cristaliza esse comportamento. Ou seja, a educação tradicional erra por acreditar que é necessária uma interferência autoritária, sem perceber que é justamente esse tipo de interferência que alimenta aquilo que identifica como problema. Segundo Neill é somente através do medo que se pode tentar forçar o interesse de alguém.
Em Summerhill, como escola democrática que é, todas as regras de convívio e as soluções aos problemas que surgem no dia a dia são resolvidas conjuntamente em uma assembleia que ocorre semanalmente, na qual cada pessoa, seja criança, professor ou funcionário, tem direito a falar e votar, sendo que o peso do voto é igual para todos. As normas da escola são construídas por todos, todos sentem-se parte do coletivo e se empenham em aprimorá-lo. Um bom exemplo disso são as punições definidas pela Assembleia. Em uma ocasião, um menino, que não tinha dinheiro para ter a sua própria bicicleta, pegou uma de outra criança para dar uma volta e acabou estragando-a. A punição acertada foi que todos os membros da escola juntassem dinheiro para consertar a bicicleta estragada e para comprar uma para o menino que não tinha a sua. Não existe sentimento de ódio vinculado à punição.

## A escola
Summerhill destina-se a alunos de 5 a 17 anos. As crianças são divididas em três grupos etários: dos 5 aos 7 anos, dos 8 aos 10 anos, dos 11 aos 15 anos.
As crianças dormem na escola durante o período letivo e são instaladas por grupos etários com uma "mãe-da-casa" para cada grupo. Os alunos não sofrem inspeção nos quartos e ninguém é responsável por pegar os objetos pessoais deixados fora do lugar além, é claro, do próprio dono.
As manhãs são destinadas para as lições e as tardes são livres para atividades diversas que as crianças desejem desenvolver. Apesar de os alunos não serem obrigados a participar das aulas, um grupo pode expulsar de uma aula um aluno faltoso por atrapalhar o andamento dos trabalhos.